# NPL-nätverket
NPL-nätverket (engelska: NPL network, även NPL Data Communications Network) var ett lokalt datornätverk som drevs av ett team från National Physical Laboratory i England, vilka även var med och utvecklade paketförmedlande nätverk. Efter ett pilotprojekt 1969, sattes element i den första versionen av nätverket, Mark I, i drift 1969. En fullständig driftsättning skedde 1970, och den andra version, Mark II, var i drift från 1973 till 1986. NPL-nätverket var, tillsammans med ARPANET, de två första nätverk som använde sig av paketförmedlande teknik, och de var sammankopplade i början av 1970-talet. Det formgavs av Donald Davies.